# محمد بن عبد الله العيبان
محمد بن عبد الله العيبان  (- 1398 هـ) الرئيس السابق لرئاسة الاستخبارات العامة السعودية.

## تسلم المنصب
تم تكليفه شخصياً لتأسيس جهاز المخابرات العامة السعودية، وكان الملك سعود بن عبد العزيز آل سعود يراجع التقارير الاستخبارية بنفسه، وتعد فترة رئاسة محمد بن عبد الله بن عيبان الناصري النواة الأولى لتأسيس رئاسة الاستخبارات العامة السعودية. عمل أيضاً وكيلاً للحرس الوطني في المنطقة الغربية لمدة تزيد عن العقدين وتوفي رحمه الله وهو على رأس العمل عام 1398 هـ .

## أبناؤه
- الدكتور بندر العيبان المستشار بالديوان الملكي وهو الرئيس السابق هيئة حقوق الإنسان السعودية.
- الدكتور خالد العيبان وكيل وزارة الصحة السعودية سابقا.
- الدكتور مساعد العيبان وزير الدولة ومستشار الأمن الوطني.
- بدر العيبان رجل أعمال.
- عبد الله العيبان (متوفى).
- عبد الإله العيبان رجل أعمال.
- عبد العزيز العيبان رجل أعمال.